# Новоільїнський (селище)
Новоільї́нський (рос. Новоильинский) — селище у складі Ленінськ-Кузнецького округу Кемеровської області, Росія.

## Населення
Населення — 33 особи (2010; 47 у 2002).
Національний склад (станом на 2002 рік):
- росіяни — 96 %